# Доминик Хауард
Доминик Џејмс Хауард (енгл. Dominic James Howard; 7. децембар 1977) енглески је музичар, најпознатији као бубњар енглеске рок групе Muse.